# Grupa Lotos
Grupa Lotos S.A.  é uma companhia petrolífera sediada em Gdańsk, Polônia.

## História
A companhia foi estabelecida em 2003, em Gdańsk.

## Subsidiarias
- LOTOS Paliwa
- LOTOS Oil
- LOTOS Asfalt
- LOTOS Gaz w likwidacji
- LOTOS Petrobaltic
- LOTOS Exploration & Production Norge
- LOTOS Infrastruktura
- LOTOS Terminale
- LOTOS Kolej
- LOTOS Lab
- LOTOS Ochrona
- LOTOS Straż
- LOTOS Serwis
- LOTOS Geonafta
- LOTOS-Air BP Polska